# USS Franks (DD-554)
Pour les articles homonymes, voir Franks.
L'USS Franks (DD-554) est un destroyer de la classe Fletcher en service dans la Marine des États-Unis (US Navy) pendant la Seconde Guerre mondiale. Il a été nommé en l'honneur du Master's mate (quartier-maître supérieur) William Joseph Franks (1830–1880), marin qui a reçu la Medal of Honor (médaille d'honneur) pour ses actions pendant la guerre de Sécession.

## Construction
Sa quille est posée le 8 mars 1942 au chantier naval Seattle yard de Seattle-Tacoma Shipbuilding Corporation - Seattle, dans l'état de Washington. Il est lancé le 7 décembre 1942; parrainé par Mme C. E. Isherwood, et mis en service le 30 juillet 1943.

## Historique
Le Franks est arrivé à Pearl Harbor le 25 octobre 1943 pour se préparer à l'invasion des îles Gilbert, pour laquelle il a appareillé le 10 novembre. Il escorta les porte-avions qui assuraient la couverture aérienne du débarquement de Tarawa, puis patrouilla au large de Betio jusqu'au 27 décembre, retournant ensuite à Pearl Harbor pour une brève période de réparation. Le destroyer est reparti le 22 janvier 1944 avec la Southern Attack Force (Force d'attaque du Sud) pour l'invasion de Kwajalein, au cours de laquelle il a patrouillé contre les sous-marins et s'est approché de l'île d'Ebeye pour des reconnaissances et des bombardements. Il se réapprovisionne à Pearl Harbor, entre le 18 février et le 4 mars, puis part en convoi et en patrouille dans les îles Salomon, arrivant dans la baie de Purvis (Purvis Bay) le 15 mars.
Les cibles des missions de reconnaissance et de bombardement du Franks en mars et avril 1944 comprenaient Mussau, au nord de la Nouvelle-Irlande, Kapingamarangi et Bougainville. En mai, en surveillant les poseurs de mines dans le passage de Buka, les destroyers Franks et USS Haggard (DD-555) contactent, attaquent et coulent le sous-marin japonais I-176 le 16 mai. De retour dans le Pacifique central le mois suivant, le Franks participe au bombardement de Guam avant l'invasion, à partir du 12 juillet, et fournit un appui-feu aux troupes d'assaut qui y débarquent le 21 juillet. Après s'être réapprovisionné à Eniwetok, le Franks retourna dans le Pacifique Sud pour préparer l'invasion des Palaos, au large desquels il arriva le 15 septembre. Il sert de navire-écran et de chasseur-directeur, puis couvre l'occupation d'Ulithi le 23 septembre.
Le 1er octobre 1944, le Franks quitta Manus, entamant un mois et demi d'opérations aux Philippines pour surveiller les transporteurs d'escorte. Il prit part aux frappes précédant l'invasion de Leyte et aux débarquements, puis se battit vaillamment pour protéger les porte-avions d'escorte lors de la phase de la bataille au large de Samar de la bataille du golfe de Leyte, subissant le feu nourri des cuirassés japonais le 25 octobre. Après s'être ravitaillé à Manus, il retourna à Leyte fin novembre et, en décembre, rejoignit la Task Force des porte-avions rapides pour couvrir les débarquements sur Mindoro et mener des frappes en préparation de l'assaut de Luçon en janvier 1945.
Toujours dans le cadre des porte-avions rapides, le Franks participe à des frappes sur les îles japonaises les 16 et 17 février 1945, à la veille de l'invasion d'Iwo Jima, puis appareille d'Ulithi le 14 mars pour des frappes sur Kyūshū et le Nansei Shoto, en préparation de l'opération d'Okinawa. Le 18 mars, sa force opérationnelle subit une forte attaque aérienne ennemie, et le Franks s'empare de l'un des avions attaquants, se joignant aux tirs qui en abattent plusieurs autres. Rejoignant le groupe de cuirassés, le Franks ferme la côte sud d'Okinawa le 24 mars pour un bombardement préalable à l'invasion, qui cache l'intention de débarquer à Hagushi sur la côte ouest. Le Franks croise au large d'Okinawa, servant de garde aérienne pour les porte-avions couvrant les débarquements du 1er avril, jusqu'au 2 avril, date à laquelle il est gravement endommagé et son commandant mortellement blessé lors d'une collision avec le cuirassé USS New Jersey (BB-62). Il appareille immédiatement pour des réparations temporaires à Ulithi, d'où il part le 13 avril pour une révision au chantier naval de Puget Sound (Puget Sound Naval Shipyard).
Le Franks retourne dans le Pacifique occidental le 17 août 1945 à Eniwetok, et le 3 septembre, il rejoint la task force des porte-avions rapides pour des missions de sauvetage en mer et de station météorologique pour les vols entre Okinawa et Honshū. Il entre dans la baie de Tokyo le 13 septembre et, le 1er octobre, navigue vers la côte ouest. Le Franks est mis hors service en réserve à San Pedro, Californie, le 31 mai 1946, et vendu à la casse le 1er août 1973.

## Décorations
Le Franks a reçu 9 battle stars (étoiles de combat) pour son service pendant la Seconde Guerre mondiale.
On lui attribue le premier sauvetage d'aviateurs de la marine abattus, le Pilote écho-radar Mel Collins et le premier plongeur de sauvetage des SEAL. (Murphy, B 1st navy seals)